# Sportovec roku Slovinska
Slovinský sportovec roku jsou každoroční ceny udělované na základě hlasování slovinských sportovních reportérů o nejlepšího sportovce a sportovkyni předchozího roku. První ceny byly uděleny v roce 1968. Do roku 1991 byla Socialistická republika Slovinsko součástí Jugoslávie.
| Sport            | Sportovkyně         | Rok  | Sportovec       | Sport                 |
| ---------------- | ------------------- | ---- | --------------- | --------------------- |
| Atletika         | Marijana Lubej      | 1968 | Miroslav Cerar  | Sportovní gymnastika  |
| Atletika         | Nataša Urbančič     | 1969 | Ivo Daneu       | Basketbal             |
| Atletika         | Nataša Urbančič     | 1970 | Miroslav Cerar  | Sportovní gymnastika  |
| Atletika         | Nataša Urbančič     | 1971 | Branko Oblak    | Fotbal                |
| Atletika         | Nataša Urbančič     | 1972 | Danilo Pudgar   | Skoky na lyžích       |
| Atletika         | Nataša Urbančič     | 1973 | Vinko Jelovac   | Basketbal             |
| Atletika         | Nataša Urbančič     | 1974 | Vinko Jelovac   | Basketbal             |
| Tenis            | Mima Jaušovecová    | 1975 | Bojan Križaj    | Alpské lyžování       |
| Tenis            | Mima Jaušovecová    | 1976 | Borut Petrič    | Plavání               |
| Tenis            | Mima Jaušovecová    | 1977 | Borut Petrič    | Plavání               |
| Kuželky          | Ljuba Tkalčič       | 1978 | Borut Petrič    | Plavání               |
| Atletika         | Breda Lorenci       | 1979 | Bojan Križaj    | Alpské lyžování       |
| Tenis            | Mima Jaušovecová    | 1980 | Bojan Križaj    | Alpské lyžování       |
| Alpské lyžování  | Bojana Dornig       | 1981 | Borut Petrič    | Plavání               |
| Alpské lyžování  | Andreja Leskovšek   | 1982 | Bojan Križaj    | Alpské lyžování       |
| Atletika         | Lidija Lapajne      | 1983 | Borut Petrič    | Plavání               |
| Alpské lyžování  | Mateja Svet         | 1984 | Jure Franko     | Alpské lyžování       |
| Alpské lyžování  | Mateja Svet         | 1985 | Rok Petrovič    | Alpské lyžování       |
| Alpské lyžování  | Mateja Svet         | 1986 | Rok Petrovič    | Alpské lyžování       |
| Alpské lyžování  | Mateja Svet         | 1987 | Bojan Križaj    | Alpské lyžování       |
| Alpské lyžování  | Mateja Svet         | 1988 | Matjaž Debelak  | Skoky na lyžích       |
| Alpské lyžování  | Mateja Svet         | 1989 | Andrej Jelenc   | Slalom na divoké vodě |
| Alpské lyžování  | Mateja Svet         | 1990 | Tomo Česen      | Horolezectví          |
| Alpské lyžování  | Nataša Bokal        | 1991 | Franci Petek    | Skoky na lyžích       |
| Kuželky          | Marika Kardinar     | 1992 | Rajmond Debevec | Sportovní střelba     |
| Atletika         | Brigita Bukovecová  | 1993 | Igor Majcen     | Plavání               |
| Atletika         | Britta Bilačová     | 1994 | Jure Košir      | Alpské lyžování       |
| Atletika         | Brigita Bukovecová  | 1995 | Iztok Čop       | Veslování             |
| Atletika         | Brigita Bukovecová  | 1996 | Andraž Vehovar  | Slalom na divoké vodě |
| Atletika         | Brigita Bukovecová  | 1997 | Primož Peterka  | Skoky na lyžích       |
| Atletika         | Brigita Bukovecová  | 1998 | Primož Peterka  | Skoky na lyžích       |
| Plavání          | Metka Šparovec      | 1999 | Gregor Cankar   | Atletika              |
| Alpské lyžování  | Špela Pretnar       | 2000 | Rajmond Debevec | Sportovní střelba     |
| Atletika         | Alenka Bikar        | 2001 | Andrej Hauptman | Silniční cyklistika   |
| Atletika         | Jolanda Čeplaková   | 2002 | Aljaž Pegan     | Sportovní gymnastika  |
| Atletika         | Jolanda Čeplaková   | 2003 | Dejan Košir     | Snowboarding          |
| Atletika         | Jolanda Čeplaková   | 2004 | Vasilij Žbogar  | Plachtění             |
| Alpské lyžování  | Tina Mazeová        | 2005 | Mitja Petkovšek | Sportovní gymnastika  |
| Běh na lyžích    | Petra Majdičová     | 2006 | Matic Osovnikar | Atletika              |
| Běh na lyžích    | Petra Majdičová     | 2007 | Primož Kozmus   | Atletika              |
| Plavání          | Sara Isakovićová    | 2008 | Primož Kozmus   | Atletika              |
| Běh na lyžích    | Petra Majdičová     | 2009 | Primož Kozmus   | Atletika              |
| Alpské lyžování  | Tina Mazeová        | 2010 | Dejan Zavec     | Box                   |
| Alpské lyžování  | Tina Mazeová        | 2011 | Peter Kauzer    | Slalom na divoké vodě |
| Judo             | Urška Žolnirová     | 2012 | Anže Kopitar    | Lední hokej           |
| Alpské lyžování  | Tina Mazeová        | 2013 | Peter Prevc     | Skoky na lyžích       |
| Alpské lyžování  | Tina Mazeová        | 2014 | Peter Prevc     | Skoky na lyžích       |
| Alpské lyžování  | Tina Mazeová        | 2015 | Peter Prevc     | Skoky na lyžích       |
| Judo             | Tina Trstenjaková   | 2016 | Peter Prevc     | Skoky na lyžích       |
| Alpské lyžování  | Ilka Štuhecová      | 2017 | Goran Dragić    | Basketbal             |
| Sportovní lezení | Janja Garnbretová   | 2018 | Luka Dončić     | Basketbal             |
| Sportovní lezení | Janja Garnbretová   | 2019 | Primož Roglič   | Silniční cyklistika   |
| Běh na lyžích    | Anamarija Lampičová | 2020 | Primož Roglič   | Silniční cyklistika   |
| Sportovní lezení | Janja Garnbretová   | 2021 | Tadej Pogačar   | Silniční cyklistika   |
| Skoky na lyžích  | Urša Bogatajová     | 2022 | Kristjan Čeh    | Hod diskem            |
| Sportovní lezení | Janja Garnbretová   | 2023 | Tadej Pogačar   | Silniční cyklistika   |

## Vícenásobní vítězové
| Sportovkyně        | Roky                                          |
| ------------------ | --------------------------------------------- |
| Mateja Svet        | 7x (1984, 1985, 1986, 1987, 1988, 1989, 1990) |
| Nataša Urbančič    | 6x (1969, 1970, 1971, 1972, 1973, 1974)       |
| Tina Mazeová       | 6x (2005, 2010, 2011, 2013, 2014, 2015)       |
| Brigita Bukovecová | 5x (1993, 1995, 1996, 1997, 1998)             |
| Mima Jaušovecová   | 4x (1975, 1976, 1977, 1980)                   |
| Janja Garnbretová  | 4x (2018, 2019, 2021, 2023)                   |
| Jolanda Čeplaková  | 3x (2002, 2003, 2004)                         |
| Petra Majdičová    | 3x (2006, 2007, 2009)                         |

| Sportovec       | Roky                              |
| --------------- | --------------------------------- |
| Bojan Križaj    | 5x (1975, 1979, 1980, 1982, 1987) |
| Borut Petrič    | 5x (1976, 1977, 1978, 1981, 1983) |
| Peter Prevc     | 4x (2013, 2014, 2015, 2016)       |
| Primož Kozmus   | 3x (2007, 2008, 2009)             |
| Miroslav Cerar  | 2x (1968, 1970)                   |
| Vinko Jelovac   | 2x (1973, 1974)                   |
| Rok Petrovič    | 2x (1985, 1986)                   |
| Rajmond Debevec | 2x (1992, 2000)                   |
| Primož Peterka  | 2x (1997, 1998)                   |
| Primož Roglič   | 2x (2019, 2020)                   |
| Tadej Pogačar   | 2x (2021, 2023)                   |